# Брембьо
Брембьо (итал. Brembio) — коммуна в Италии, располагается в регионе Ломбардия, подчиняется административному центру Лоди.
Население составляет 2363 человека, плотность населения составляет 148 чел./км². Занимает площадь 16 км². Почтовый индекс — 26822. Телефонный код — 0377.
В коммуне 8 сентября особо празднуется Рождество Пресвятой Богородицы.

## Города-побратимы
- Сен-Кристо-ан-Жаре, Франция (2004)